# Synagrops analis
Synagrops analis är en fiskart som först beskrevs av Katayama, 1957.  Synagrops analis ingår i släktet Synagrops och familjen Acropomatidae. Inga underarter finns listade i Catalogue of Life.